# Ромашково (Ельнинское городское поселение)
Рома́шково — деревня в Смоленской области России, в Ельнинском районе. Население — 19 жителей (2007 год) . Расположена в юго-восточной части области в 2,5 км северо-восточнее Ельни, на правом берегу реки Десна. Входит в состав Ельнинского городского поселения.

## История
В годы Великой Отечественной войны деревня была местом ожесточённых боёв. Первый раз деревня была оккупирована гитлеровскими войсками в июле 1941 года. Освобождена в ходе Ельнинской операции. Повторно оккупирована 5 октября 1941 года. Окончательно освобождена в ходе Ельнинско-Дорогобужской операции 30 августа 1943 года.